# Shape of My Heart
"Shape of My Heart" là một bài hát của ban nhạc nam nước Mỹ Backstreet Boys, nằm trong album phòng thu thứ tư của họ, Black & Blue (2000). Ca khúc được Jive Records phát hành vào ngày 3 tháng 10 năm 2000 và là đĩa đơn đầu tiên trích từ album. Bài hát được đồng viết lời và sản xuất bởi Max Martin và Rami, những cộng tác viên quen thuộc trong sự nghiệp của nhóm, với sự tham gia hỗ trợ viết lời từ Lisa Miskovsky. Đây là một bản pop ballad với nội dung đề cập đến việc một người đàn ông đang hi vọng sự tha thứ của bạn gái anh sau những sai lầm trong quá khứ. Năm 2008, Miskovsky đã phát hành phiên bản của riêng cô với tên "Another Shape of My Heart" cho album của cô Last Year's Songs: Greatest Hits (2008). Bài hát xuất hiện trong nhiều album tổng hợp của nhóm kể từ khi phát hành, bao gồm The Hits - Chapter One (2001), Playlist: The Very Best of Backstreet Boys (2010) và The Essential Backstreet Boys (2013).

## Đánh giá chuyên môn
Sau khi phát hành, "Shape of My Heart" đa phần nhận được những phản ứng tích cực từ các nhà phê bình âm nhạc, trong đó họ đánh giá cao sự trưởng thành trong âm nhạc của Backstreet Boys. Bài hát còn giúp họ nhận được một đề cử giải Grammy cho Trình diễn song ca hoặc nhóm nhạc giọng pop xuất sắc nhất tại lễ trao giải thường niên lần thứ 44.

## Thành tích trên bảng xếp hạng
Bài hát cũng gặt hái những thành công vượt trội về mặt thương mại, đứng đầu các bảng xếp hạng ở Canada, Ý, New Zeland, Na Uy, Ba Lan, Thụy Điển và Thụy Sĩ, và lọt vào top 10 ở hầu hết những quốc gia nó xuất hiện, bao gồm vươn đến top 5 ở Úc, Áo, Phần Lan, Đức, Hà Lan, Tây Ban Nha và Vương quốc Anh. Tại Hoa Kỳ, "Shape of My Heart" đạt vị trí thứ chín trên bảng xếp hạng Billboard Hot 100, trở thành đĩa đơn thứ sáu và cũng là gần nhất của nhóm lọt vào top 10 tại đây.

## Video âm nhạc
Video âm nhạc cho "Shape of My Heart" được đạo diễn bởi Matthew Rolston và thực hiện dưới phông nền xanh, trong đó hầu hết bao gồm những cảnh nhóm đang tập luyện bài hát trong một khán phòng. Nó đã ngay lập tức nhận được nhiều lượt yêu cầu phát sóng trên những kênh truyền hình âm nhạc, đặc biệt là chương trình Total Request Live của MTV, nơi nó trụ vững ở ngôi vị quán quân trong 61 ngày.

## Trình diễn trực tiếp
Để quảng bá bài hát, Backstreet Boys đã trình diễn "Shape of My Heart" trên nhiều chương trình truyền hình và lễ trao giải lớn, như Top of The Pops, Wetten, dass..?, buổi hòa nhạc United We Stand: What More Can I Give và Giải Âm nhạc châu Âu của MTV năm 2000 cũng như trong tất cả những chuyến lưu diễn trong sự nghiệp của họ.

## Danh sách track
Đĩa đơn CD tiêu chuẩn, đĩa đơn cassette Anh Quốc
1. "Shape of My Heart" – 3:47
2. "All I Have to Give" (a cappella) – 3:48
3. "The One" (Jack D. Elliot Radio Mix) – 3:46

Đĩa đơn CD châu Âu
1. "Shape of My Heart" – 3:47
2. "All I Have to Give" (a cappella) – 3:48

## Đội ngũ thực hiện
Danh sách ghi công được lấy từ ghi chú thu âm của đĩa đơn CD châu Âu.
Thu âm
- Thu âm và mix tại Cheiron Studios, Stockholm, Thụy Điển. Giọng hát thu âm tại Polar Studios, Stockholm, Thụy Điển.

Đội ngũ
- Max Martin – viết bài hát, sản xuất, thu âm, mixing, guitar
- Rami Yacoub – viết bài hát, sản xuất, thu âm, mixing
- Lisa Miskovsky – viết bài hát
- Stefan Boman – kỹ sư thu âm giọng hát
- Esbjörn Öhrwall – guitar
- Peter Svensson – guitar
- Tomas Lindberg – bass
- John Amatiello – kỹ sư Pro Tools và XBS Optical Vocal Enhancer
- Tom Coyne – mastering

## Bảng xếp hạng
| Bảng xếp hạng (2000–2002)             | Vị trí cao nhất |
| ------------------------------------- | --------------- |
| Úc (ARIA)                             | 5               |
| Áo (Ö3 Austria Top 40)                | 4               |
| Bỉ (Ultratop 50 Flanders)             | 11              |
| Bỉ (Ultratop 50 Wallonia)             | 25              |
| Canada (Nielsen SoundScan)            | 1               |
| Canada Top Singles (RPM)              | 5               |
| Canada Adult Contemporary (RPM)       | 1               |
| Canada CHR (Nielsen BDS)              | 1               |
| Croatia (HRT)                         | 1               |
| Cộng hòa Dominica (Notimex)           | 2               |
| Đan Mạch (IFPI)                       | 2               |
| El Salvador (Notimex)                 | 5               |
| Châu Âu (European Hot 100 Singles)    | 1               |
| Phần Lan (Suomen virallinen lista)    | 3               |
| Đức (GfK)                             | 2               |
| Hy Lạp (IFPI)                         | 10              |
| Guatemala (Notimex)                   | 1               |
| Iceland (Íslenski Listinn Topp 40)    | 6               |
| Ireland (IRMA)                        | 6               |
| Ý (FIMI)                              | 1               |
| Nhật Bản (Oricon)                     | 36              |
| Hà Lan (Dutch Top 40)                 | 2               |
| Hà Lan (Single Top 100)               | 3               |
| New Zealand (Recorded Music NZ)       | 1               |
| Na Uy (VG-lista)                      | 1               |
| Ba Lan (Music & Media)                | 2               |
| Ba Lan (Polish Airplay Charts)        | 1               |
| România (Romanian Top 100)            | 3               |
| Scotland (OCC)                        | 3               |
| Tây Ban Nha (PROMUSICAE)              | 2               |
| Thụy Điển (Sverigetopplistan)         | 1               |
| Thụy Sĩ (Schweizer Hitparade)         | 1               |
| Anh Quốc (OCC)                        | 4               |
| Anh Quốc Indie (OCC)                  | 1               |
| Hoa Kỳ Billboard Hot 100              | 9               |
| Hoa Kỳ Adult Contemporary (Billboard) | 2               |
| Hoa Kỳ Pop Airplay (Billboard)        | 8               |

| Bảng xếp hạng (2000)                 | Vị trí |
| ------------------------------------ | ------ |
| Úc (ARIA)                            | 30     |
| Brasil (Crowley)                     | 15     |
| Đan Mạch (IFPI)                      | 18     |
| Châu Âu (European Hot 100 Singles)   | 55     |
| Đức (Official German Charts)         | 46     |
| Ireland (IRMA)                       | 73     |
| Hà Lan (Dutch Top 40)                | 76     |
| Hà Lan (Single Top 100)              | 61     |
| România (Romanian Top 100)           | 48     |
| Thụy Điển (Sverigetopplistan)        | 29     |
| Thụy Sĩ (Schweizer Hitparade)        | 35     |
| Hoa Kỳ Mainstream Top 40 (Billboard) | 81     |

| Bảng xếp hạng (2001)                  | Vị trí |
| ------------------------------------- | ------ |
| Canada (Nielsen SoundScan)            | 46     |
| Canada Radio (Nielsen BDS)            | 46     |
| Châu Âu (European Hot 100 Singles)    | 87     |
| Hoa Kỳ Adult Contemporary (Billboard) | 8      |
| Hoa Kỳ Adult Top 40 (Billboard)       | 66     |
| Hoa Kỳ Mainstream Top 40 (Billboard)  | 83     |

| Bảng xếp hạng (2002)       | Vị trí |
| -------------------------- | ------ |
| Canada (Nielsen SoundScan) | 173    |

## Chứng nhận
| Quốc gia | Chứng nhận | Số đơn vị/doanh số chứng nhận |
| --- | ---------- | ----------------------------- |
| Úc (ARIA) | Bạch kim   | 70.000^                       |
| Brasil (Pro-Música Brasil) | Vàng       | 30.000‡                       |
| Đan Mạch (IFPI Đan Mạch) | Bạch kim   | 8.000^                        |
| Đức (BVMI) | Vàng       | 250.000^                      |
| Nhật Bản (RIAJ) Nhạc chuông toàn bộ bài | Vàng       | 100.000*                      |
| New Zealand (RMNZ) | Vàng       | 5.000*                        |
| Na Uy (IFPI) | Vàng       |                               |
| Thụy Điển (GLF) | Bạch kim   | 30.000^                       |
| Anh Quốc (BPI) | Bạc        | 200.000‡                      |
| * Chứng nhận dựa theo doanh số tiêu thụ. ^ Chứng nhận dựa theo doanh số nhập hàng. ‡ Chứng nhận dựa theo doanh số tiêu thụ và phát trực tuyến. |            |                               |

## Lịch sử phát hành
| Vùng     | Thời gian        | Định dạng        | Nhãn | Ct.               |
| -------- | ---------------- | ---------------- | ---- | ----------------- |
| Mỹ       | 2 tháng 10, 2000 | Phát thanh radio | Jive | [ 69 ]            |
| Mỹ       | 9 tháng 10, 2000 | Đĩa đơn CD       | Jive | [ cần dẫn nguồn ] |
| Nhật Bản | 1 tháng 11, 2000 | Đĩa đơn CD       | Jive | [ 25 ]            |
| Anh Quốc | 6 tháng 11, 2000 | Đĩa đơn cassette | Jive | [ 70 ]            |